# Arturo Rawson
Arturo Franklin Rawson Corvalán ou Corbalán (Santiago del Estero, 4 de junho de 1884 — Buenos Aires, 8 de outubro de 1952), foi um militar argentino, presidente de facto de seu país entre 4 e 7 de junho de 1943. Em 4 de junho de 1943, liderou o golpe militar que depôs Ramón Castillo. Rawson assumiu provisoriamente o governo, ocupando o cargo por apenas três dias.

## Biografia
Rawson nasceu em Santiago del Estero em 1884 em uma família San Juan de origem estadunidense. Por meio de seu avô Juan de Dios Rawson, ele era parente de Guillermo Rawson. Rawson frequentou o Colégio Militar da Argentina, onde se formou em 1905 e posteriormente lecionou por um tempo. Rawson subiu na hierarquia do exército argentino e acabou sendo promovido a general. Em 3 de junho de 1943, Foi contatado por membros do GOU (Grupo de Oficiais Unidos), um grupo de oficiais militares que planejava derrubar o governo civil da Argentina. O GOU, sem o número suficiente de tropas necessárias para implementar com sucesso um golpe, sabia que Rawson poderia fornecer os soldados que eles precisavam. Rawson, que planejava derrubar o governo antes mesmo de ser contatado pelo GOU, concordou com o plano. Em 4 de junho, Rawson e 10 000 soldados sob seu comando entraram em Buenos Aires e derrubaram o governo de Ramón Castillo. Isso encerrou o período histórico conhecido como a "Década Infame" e deu início à Revolução de 43.
Rawson prontamente se declarou presidente da Argentina no mesmo dia, vencendo Pedro Pablo Ramírez. No entanto, suas escolhas para seu gabinete alienaram a liderança do GOU, que o forçou a renunciar em 7 de junho. O Coronel Elbio Anaya compareceu em seu gabinete e disse-lhe que estava governando por um mal-entendido, pois o presidente era Ramírez. Rawson renunciou e rejeitou a escolta militar, deixando a Casa Rosada em um jipe militar. 
Rawson, como Castillo, apoiou os Aliados da Segunda Guerra Mundial, mas a maior parte dos militares que organizaram o golpe queriam que a Argentina permanecer neutro no conflito, considerando que ingressar na guerra seria destrutivo para o país.
Seu tempo como presidente foi tão breve que nunca fez o juramento de posse. Mesmo assim, não assumiu o poder como presidente interino, mas com expectativa de governar por muito tempo. Assim, Rawson teve o segundo mandato mais curto de qualquer presidente argentino, e o mandato mais curto de qualquer presidente não interino argentino, ocupando o cargo por apenas três dias (o primeiro sendo Federico Pinedo com 12 horas). 
Após renunciar à presidência, Foi nomeado embaixador no Brasil, cargo que ocupou até 1944. Ele parabenizou Ramírez quando rompeu relações com a Alemanha e o Japão. Em 1945, Rawson foi preso e levado a um tribunal militar por se opor ao governo do presidente Edelmiro Farrell, mas foi rapidamente libertado. Em setembro de 1951, apoiou a tentativa fracassada do general José Benjamín Menéndez de derrubar o governo de Juan Perón, pelo qual Rawson foi temporariamente preso. Escreveu o livro Argentina y Bolívia en la epopeya de la emancipación ("Argentina e Bolívia no épico da Libertação"). 

Rawson morreu de ataque cardíaco em Buenos Aires em 1952. Ele está enterrado no Cemitério La Recoleta, em Buenos Aires.